# TSG Wismar
Die TSG Wismar, offiziell Turn- und Sportgemeinschaft Wismar e. V., ist ein Sportverein in der Hansestadt Wismar in Mecklenburg-Vorpommern. Bekanntheit erlangte der Verein durch seine Damen-Handballmannschaft, die insgesamt zwanzig Jahre in der DDR-Oberliga und vier Jahre in der Handball-Bundesliga spielte. Zudem ist der Verein für seine ehemalige Fußballabteilung bekannt, welche in der DDR-Liga und der II. DDR-Liga spielte.

## Geschichte
Am 3. Februar 1961 wurde der Zusammenschluss der BSG Motor Wismar und der BSG Einheit Wismar von den Vorsitzenden der beiden Vereine Hans-Ulrich Lenz und Karl Ebert mit ihren Unterschriften besiegelt. Als Träger der TSG funktionierten mehrere Unternehmen aus Wismar. Nach der friedlichen Revolution und der Wiedervereinigung wurde die TSG umgegründet, um auch in der Bundesrepublik Deutschland weiterbestehen zu können. Im Jahr 1997 entschied sich die Fußballabteilung für eine Abspaltung von der TSG und verließ den Verein am 12. Juni 1997. Gemeinsam mit den Fußballern des SV Schiffahrt Hafen Wismar gründeten sie den FC Anker Wismar.

## Abteilung Handball
Als Heimstätte des Vereins dient die Sporthalle an der Bürgermeister-Haupt-Straße, welche insgesamt über 1.500 Plätze verfügt.

### Wismarer Handball in der DDR
| Saison  | Spielklasse         | Platz | Sp. | S  | U | N  | Tore      | Diff. | Punkte |
| ------- | ------------------- | ----- | --- | -- | - | -- | --------- | ----- | ------ |
| 1964/65 | Bezirksliga Rostock | 1     |     |    |   |    |           |       |        |
| 1965/66 | DDR-Liga Nord       | 2     | 9   |    |   |    | 0116:082  | 34    | 14:04  |
| 1966/67 | DDR-Liga Nord       | 1     | 18  |    |   |    | 0236:0147 | 89    | 32:04  |
| 1967/68 | DDR-Oberliga        | 9     | 18  | 2  | 0 | 16 | 0124:0293 | −169  | 04:32  |
| 1968/69 | DDR-Liga Nord       | 1     | 16  |    |   |    | 0222:0177 | 45    | 23:09  |
| 1969/70 | DDR-Oberliga        | 9     | 18  | 3  | 0 | 15 | 0141:0299 | −158  | 06:30  |
| 1970/71 | DDR-Liga Nord       | 1     | 18  |    |   |    |           |       | 31:05  |
| 1971/72 | DDR-Oberliga        | 6     | 18  | 8  | 2 | 8  | 0213:0223 | −10   | 18:18  |
| 1972/73 | DDR-Oberliga        | 5     | 18  | 10 | 1 | 7  | 0245:0200 | −45   | 21:15  |
| 1973/74 | DDR-Oberliga        | 6     | 27  | 10 | 1 | 16 | 0308:0332 | −24   | 21:33  |
| 1974/75 | DDR-Oberliga        | 5     | 26  | 9  | 4 | 13 | 0290:0340 | −50   | 22:30  |
| 1975/76 | DDR-Oberliga        | 6     | 18  | 7  | 1 | 10 | 0221:0288 | −67   | 15:21  |
| 1976/77 | DDR-Oberliga        | 7     | 26  | 11 | 1 | 14 | 0348:0403 | −55   | 23:29  |
| 1977/78 | DDR-Oberliga        | 6     | 18  | 6  | 1 | 11 | 0236:0327 | −89   | 13:23  |
| 1978/79 | DDR-Oberliga        | 7     | 18  | 4  | 2 | 12 | 0211:0286 | −75   | 10:26  |
| 1979/80 | DDR-Oberliga        | 10    | 18  | 2  | 1 | 15 | 0229:0308 | −79   | 03:33  |
| 1980/81 | DDR-Liga Nord       | 1     | 18  | 18 | 0 | 0  |           |       | 36:0   |
| 1981/82 | DDR-Oberliga        | 8     | 18  | 4  | 1 | 13 | 0330:0397 | −67   | 09:27  |
| 1982/83 | DDR-Oberliga        | 7     | 18  | 4  | 4 | 10 | 0355:0417 | −62   | 12:24  |
| 1983/84 | DDR-Oberliga        | 6     | 18  | 5  | 1 | 12 | 0320:0387 | −77   | 11:25  |
| 1984/85 | DDR-Oberliga        | 6     | 18  | 4  | 4 | 10 | 0323:0366 | −43   | 12:24  |
| 1985/86 | DDR-Oberliga        | 8     | 18  | 4  | 2 | 12 | 0312:0406 | −94   | 10:26  |
| 1986/87 | DDR-Oberliga        | 10    | 18  | 3  | 0 | 15 | 0317:0428 | −111  | 06:30  |
| 1987/88 | DDR-Liga Nord       | 2     | 22  | 18 | 0 | 4  | 0546:0402 | 144   | 36:08  |
| 1988/89 | DDR-Oberliga        | 7     | 18  | 4  | 3 | 11 | 0328:0424 | −96   | 11:25  |
| 1989/90 | DDR-Oberliga        | 8     | 18  | 5  | 0 | 13 | 0308:0392 | −84   | 10:26  |
| 1990/91 | 1. Handball-Liga    | 9     | 20  | 4  | 1 | 15 | 0347:0455 | −108  | 09:31  |

Die übernommene Handballabteilung vom BSG Motor Wismar, welche schon in der DDR-Liga spielte, konnte 1960/61 in die DDR-Liga, die damals höchste Liga im DDR-Handball aufsteigen. Als Fünfter erreichten die Wismarerinnen einen Mittelfeldplatz in der Tabelle. Eine Spielzeit belegten die Wismarerinnen nur den neunten Platz und mussten in die Bezirksliga absteigen. In der Saison 1964/65 schafften die Mannschaft aus Wismar den Aufstieg in die DDR-Liga, welche nun nur noch die zweithöchste Liga im DDR-Handball war. In Saison 1965/66 verpassten sie als Zweite hinter der BSG Post Magdeburg den direkten Durchmarsch in die DDR-Oberliga.
In der Saison 1966/67 gewannen die Handballerinnen des Vereins die Staffel Nord der DDR-Liga und qualifizierten sich dadurch für die DDR-Oberliga. In ihrer ersten Saison in der DDR-Oberliga konnten sie nur zwei Mal gewinnen und stiegen gemeinsam mit dem Mitaufsteiger BSG Aktivist „Karl Marx“ Zwickau wieder in die DDR-Liga ab. Der TSG Wismar schaffte den erneuten Wiederaufstieg in die DDR-Oberliga. Am Saisonende lagen sie punktgleich mit der BSG Empor Zerbst. Im Entscheidungsspiel konnte sich die TSG mit 17:13 durchsetzen. Erneut konnten sich die Handballerinnen der TSG nicht in der Oberliga etablieren und mussten als Vorletzte gemeinsam mit der SG Dynamo Karl-Marx-Stadt absteigen.
In der Saison 1970/71 dominierten die TSG-Handballerinnen wieder die Staffel Nord der DDR-Liga und schafften zum zweiten Mal den direkten Wiederaufstieg. Erstmals konnten sie sich in der darauffolgenden Saison durch einen sechsten Platz in der DDR-Oberliga etablieren. Die Mannschaft konnte durch weitere fünfte und sechste Plätze sich einen Namen in der DDR-Oberliga machen. In der Saison 1974/75 wurde eine Hauptrunde und dann eine Play-off-Runde durchgeführt. Durch einen fünften Platz in der Hauptrunde qualifizierte man sich für die Meisterschafts-Play-Offs. Dort konnte man sich aber nicht verbessern und die Mannschaft beendete die Saison auf den fünften Platz.
In der Saison 1975/76 wurde eine Pokalrunde ohne Nationalspielerinnen, um die Vorbereitungszeit für die Handball-Weltmeisterschaft der Frauen 1975 zu überbrücken. In dieser Pokalrunde belegten sie in der Staffel Nord den dritten Platz und verpassten damit ein Weiterkommen. Die Saison 1976/77 wurde dann erneut wie die Saison 1974/75 ausgespielt. Diesmal belegten die Handballerinnen der TSG nur den siebten Platz und mussten in die Abstiegs-Play-Offs. Dort konnten sie den siebten Platz sichern und schafften damit den Klassenerhalt. Nachdem man in den beiden folgenden Spielzeiten erneut sechste und siebte Plätze belegt hatte, war die Saison 1979/80 eine Saison zum Vergessen. Nach nur zwei Siegen und einen Unentschieden steig die Mannschaft als Tabellenletzter ab.
Nach dem Abstieg dominierten sie die Saison 1980/81 in der Staffel Nord der DDR-Liga und stiegen ungeschlagen direkt wieder in die DDR-Oberliga auf. Als Achtplatzierte schaffte die Mannschaft aus Wismar knapp den Klassenerhalt in der DDR-Oberliga. Bis zur Saison 1984/85 belegten die Wismarerinnen entweder den sechsten oder siebten Platz und etablierten sich im Tabellenmittelfeld. In der Saison 1985/86 schafften sie als Achter erneut knapp den Klassenerhalt. In der darauffolgenden Saison konnte die Mannschaft den Abstieg nach nur drei Siegen nicht verhindern.
Erneut schaffte die TSG Wismar den direkten Wiederaufstieg, obwohl sie am Saisonende nur den zweiten Platz belegten. Da der Meister TSC Berlin II nicht berechtigt war, in die DDR-Oberliga aufzusteigen. Als Siebtplatzierter konnte die Wismarerinnen die Klasse halten und in der darauffolgenden Saison durch einen achten Platz. In der Saison 1990/91, welche nicht mehr unter dem Namen DDR-Oberliga lief, qualifizierte sich die Mannschaft aus Wismar durch einen neunten Platz für die Handball-Bundesliga.

### Wismarer Handball in der BRD
| Saison    | Spielklasse           | Platz              | Sp.                | Tore               | Diff.              | Punkte             |
| --------- | --------------------- | ------------------ | ------------------ | ------------------ | ------------------ | ------------------ |
| 1991/92   | Bundesliga            | 08                 | 20                 | 371:408            | −037               | 16:24              |
| 1992/93   | 2. Bundesliga         | 01                 | 22                 | 477:358            | +119               | 38:06              |
| 1993/94   | Bundesliga            | 13                 | 26                 | 504:593            | −089               | 12:40              |
| 1994/95   | 2. Bundesliga         | 01                 | 26                 | 604:451            | +153               | 43:09              |
| 1995/96   | Bundesliga            | 10                 | 26                 | 569:665            | −096               | 18:34              |
| 1996/97   | Bundesliga            | 12                 | 22                 | 469:596            | −127               | 06:38              |
| 1997/98   | 2. Bundesliga         | 01                 | 26                 | 658:511            | +147               | 44:08              |
| 1998/99   | 2. Bundesliga         | 03                 | 26                 | 660:585            | +075               | 35:17              |
| 1999/2000 | 2. Bundesliga         | 09                 | 26                 | 553:590            | −037               | 23:29              |
| 2000/01   | 2. Bundesliga         | 06                 | 26                 | 603:631            | −028               | 26:26              |
| 2001/02   | 2. Bundesliga         | 06                 | 26                 | 618:625            | −007               | 28:24              |
| 2002/03   | 2. Bundesliga         | 08                 | 26                 | 625:648            | −023               | 24:28              |
| 2003/04   | 2. Bundesliga         | 07                 | 26                 | 674:675            | −001               | 27:25              |
| 2004/05   | 2. Bundesliga         | 12                 | 28                 | 732:769            | −037               | 17:39              |
| 2005/06   | 2. Bundesliga         | 04                 | 26                 | 789:699            | +090               | 36:16              |
| 2006/07   | 2. Bundesliga         | 04                 | 26                 | 771:728            | +043               | 33:19              |
| 2007/08   | 2. Bundesliga         | 12                 | 24                 | 673:756            | −083               | 06:42              |
| 2008/09   | Regionalliga Nordost  | 02                 | 26                 | 771:574            | +197               | 46:06              |
| 2009/10   | 2. Bundesliga         | 08                 | 20                 | 529:564            | −035               | 15:25              |
| 2010/11   | 2. Bundesliga         | 08                 | 22                 | 646:642            | +004               | 21:23              |
| 2011/12   | 2. Bundesliga         | 16                 | 30                 | 816:993            | −177               | 11:49              |
| 2012/13   | 3. Liga               | 03                 | 24                 | 705:683            | +022               | 31:17              |
| 2013/14   | 3. Liga               | 05                 | 26                 | 743:684            | +059               | 31:21              |
| 2014/15   | 3. Liga               | 03                 | 26                 | 697:620            | +077               | 40:12              |
| 2015/16   | 3. Liga               | 08                 | 22                 | 516:549            | −033               | 18:26              |
| 2016/17   | 3. Liga               | 10                 | 22                 | 520:580            | −060               | 14:30              |
| 2017/18   | Oberliga Ostsee-Spree | 02                 | 22                 | 500:321            | +179               | 39:05              |
| 2018/19   | 3. Liga               | 10                 | 22                 | 485:624            | −139               | 11:33              |
| 2019/20   | Landesliga West       | 1                  | 13                 | 423:241            | +182               | 24:2               |
| 2020/21   | Oberliga Ostsee-Spree | Saison abgebrochen | Saison abgebrochen | Saison abgebrochen | Saison abgebrochen | Saison abgebrochen |
| 2021/22   | Oberliga Ostsee-Spree | 10                 | 24                 | 546:623            | -77                | 17:31              |
| 2022/23   | Oberliga Ostsee-Spree | 11                 | 24                 | 503:616            | -113               | 10:34              |

In der Handball-Bundesliga, welche in der Spielzeit 1991/92 zwei Staffeln mit je 12 Mannschaften eingeteilt war, konnten sich die Wismarerinnen durch einen achten Platz in der Staffel Nord nicht für eingleisige Bundesliga qualifizieren und mussten in die 2. Bundesliga absteigen. Dort wurden sie ebenfalls in die Staffel Nord einsortiert und dominierten sie. Als Tabellenerster mit schaffte die TSG Wismar den direkten Wiederaufstieg in die Bundesliga. Auf den direkten Wiederaufstieg folgte in der Bundesliga-Saison 1993/94 der direkten Wiederabstieg. Punktgleich mit den beiden anderen Absteigern Berliner TSC und VfL Sindelfingen belegte die Mannschaft aus Wismar den 13. Platz.
Erneut waren die Wismarerinnen in der 2. Bundesliga spitze und beendeten die Saison 1994/95 auf den ersten Platz und schafften den erneuten Wiederaufstieg. In der Spielzeit 1995/96 schafften die Wismarerinnen erstmals den Klassenerhalt in der ersten Bundesliga durch einen zehnten Platz. In der Saison darauf stiegen sie als Tabellenletzter wieder aus der Bundesliga ab. Am Saisonende belegte die Mannschaft aus Wismar den ersten Platz punktgleich mit den SV Union Halle-Neustadt. Weil der SV Union ein Spiel am grünen Tisch gewonnen hatte, musste ein Entscheidungsspiel um den Aufstieg in die erste Bundesliga ausgetragen werden. Nachdem sie das Hinspiel mit 23:32 verloren hatte, könnten sie den Rückstand einen 20:17-Sieg nicht wieder aufholen und verpassten den Aufstieg in die Bundesliga.
In der Saison 1998/99 verpasste sie mit einem dritten Platz erneut den Aufstieg in die Bundesliga. Nachdem in der Saison 1999/2000 einen neunten Platz belegte, beendeten die Wismarerinnen die vier darauffolgenden Spielzeiten auf einen sechsten, siebten oder achten Platz. Nachdem man in der Saison 2004/05 mit einem zwölften Platz knapp den Klassenerhalt geschafft hat, belegte die Mannschaft aus Wismar in der Spielzeiten 2005/06 und 2006/07 jeweils den vierten Platz und qualifizierte sich für die Aufstiegs-Play-Offs. In der Saison 2005/06 scheiterte man im Halbfinale gegen den TuS Weibern, obwohl man das Heimspiel gewinnen konnte. In der Saison 2006/07 scheiterte man erneut im Halbfinale und diesmal gegen die HSG Sulzbach/Leidersbach.
Nach den zwei guten Spielzeiten folgte eine schlechte Spielzeit, welche mit den vorletzten Platz in der Tabelle zur Folge hatte. Damit musste der Verein in die Regionalliga Nordost absteigen, welche die dritthöchste Liga im deutschen Handball war. Doch der direkte Wiederaufstieg gelang, obwohl sie in der Regionalliga Nordost nur den zweiten Platz hinter den Reinickendorfer Füchse nur den zweiten Platz in der Tabelle belegten, weil aus der Regionalliga West keine Mannschaft aufsteigen wollte. Die beiden darauffolgenden Spielzeiten belegte sie in der 2. Bundesliga jeweils einen achten Platz und konnten sich damit auch für die Spielzeit 2011/12 der zweiten Bundesliga qualifizieren, welche nur noch eingleisig ausgetragenen wurde. Dort konnte sich die TSG Wismar nicht durchsetzen und stieg als Tabellenletzter in die 3. Liga ab, welche seit der Saison 2011/12 die Regionalligen ersetzt.
In der dritten Liga wurden sie in die Staffel Ost eingeteilt. In der Saison 2012/13 belegten sie hinter dem HC Rödertal und der zweiten Mannschaft des HC Leipzig den dritten Platz und verpassten dadurch den direkten Wiederaufstieg. Nachdem sie in den beiden folgenden Spielzeiten sich im oberen Drittel der Tabelle positionierten und der Umgruppierung in die Staffel Nord, belegten sie in der Saison 2015/16 einen achten Platz und schafften dadurch knapp den Klassenerhalt. Ein Jahr später beendeten sie die Saison auf den zehnten Platz und konnten den Abstieg nicht verhindern.
In der Saison 2017/18 traten sie in der Oberliga Ostsee-Spree an. In insgesamt sieben Spielen wurde die Spielerin Henrike Bibow eingesetzt, welche über keinen gültigen Spielerpass verfügte, eingesetzt und diese sieben Spiele, in denen die Wismarerinnen 12:2 Punkte gesammelt haben, gegen sie gewertet. Damit stand die TSG Wismar zum Ende der Hinrunde auf einen Abstiegsplatz. Im Januar 2018 erhielt die TSG Wismar jedoch wieder 10 Punkte zurück. Am Saisonende belegte die Mannschaft den zweiten Platz hinter den Meisterinnen vom Berliner FC Preussen. Der Berliner Verein lehnte den Aufstieg in die 3. Liga ab und dadurch durfte die TSG Wismar als Vizemeister in die 3. Liga aufsteigen. Nachdem die TSG Wismar am Saisonende 2018/19 abstieg, verzichtete der Verein auf seinem Startplatz in der Oberliga, wodurch die Damenmannschaft in der Saison 2019/20 in der MV-Liga antrat. Es gelang direkt der Aufstieg in die Oberliga.

## Abteilung Fußball
Seit 1997 verfügt die TSG Wismar über keine eigene Fußballabteilung mehr. Im Jahr 1997 spaltete sich die Fußballabteilung von der TSG Wismar ab und gründeten mit den Fußballern des SV Schiffahrt Hafen Wismar den FC Anker Wismar.

### Geschichte

#### Wismarer Fußball in der DDR
Während die Fußballabteilung der BSG Aufbau Wismar in der Bezirksliga Rostock spielte, spiele die Fußballmannschaft der BSG Motor Wismar in der II. DDR-Liga. Nach der Vereinigung der beiden Vereine, wurde die erste Mannschaft der BSG Motor zur ersten Mannschaft des neuen Vereins und die erste Mannschaft der BSG Einheit zur zweiten Mannschaft des neuen Vereins.
In der Spielzeit 1961/62 startete der Verein in der II. DDR-Liga und beendeten die Spielzeit auf den siebten Platz. In der Spielzeit 1962/63, der letzten Spielzeit der II. DDR-Liga, konnte man sich nicht für die DDR-Liga qualifizieren und musste in die Bezirksliga absteigen. Gleich die erste Saison in der Bezirksliga Rostock beendeten sie als Meister und qualifizierten sich für die Qualifikationsrunde für die DDR-Liga-Saison 1964/65. In der Staffel A setzten sie sich als Gruppenerster durch und steigen gemeinsam mit den Gruppenzweiten BSG Empor Neustrelitz in die DDR-Liga auf.
In der DDR-Liga schafften sie frühzeitig den Klassenerhalt und beenden die Spielzeit auf einen starken fünften Rang. In der Spielzeit 1965/66 konnte die Fußballer aus Wismar ihren fünften Platz nicht ganz bestätigen und belegten mit den achten Platz einen Platz im Mittelfeld der Tabelle. In den beiden folgenden Spielzeiten belegten sie erneut Plätze im Tabellenmittelfeld. In der Saison 1968/69 schafften sie als zwölfter knapp den Klassenerhalt. Ein Jahr später mussten sie erneut mit den zwölften Platz vorliebnehmen. In der Saison 1970/71 verpassten sie mit den zweiten Platz hinter der ASG Vorwärts Stralsund den Aufstieg in die DDR-Oberliga.
Eine Saison später gewannen sie die Staffel A der DDR-Liga und qualifizierten sich für die Aufstiegsrunde zur DDR-Oberliga. Dort konnte man sich nicht gegen die beiden Aufsteiger FC Rot-Weiß Erfurt und BSG Chemie Leipzig durchsetzen und verblieb in der DDR-Liga. Die TSG konnte ihren Meistertitel in der Saison 1972/73 nicht verteidigen und belegte in der Tabelle den zweiten Platz hinter ASG Vorwärts Stralsund. In der Saison. Bis 1979 belegte die TSG Wismar immer Plätze im Mittelfeld der Tabelle und in der Saison 1979/80 schafften die Wismarer mit den achten Platz knapp den Klassenerhalt.
Die Saison 1980/81 lief wieder besser und die Mannschaft der TSG Wismar beendete die Saison auf den vierten Platz. Nachdem man in den beiden folgenden Spielzeiten jeweils den siebten Platz belegt hatte, konnte man in der Saison 1983/84 durch einen zehnten Platz nicht für die zweigleisige DDR-Liga qualifizieren. Erst in der Saison 1988/89 konnte die TSG Wismar die Bezirksliga Rostock erneut gewinnen. In der Aufstiegsrunde zur DDR-Liga 1989/90 konnte sich die Mannschaft aus Wismar nicht gegen die Aufsteiger BSG Chemie Velten und BSG Armaturen Prenzlau durchsetzen.

#### Wismarer Fußball in der BRD
Da der 1. Herren-Mannschaft kein Aufstieg in die Oberliga Nordost gelang, entschied sich die Fußballabteilung zur Fusion mit dem SV Schiffahrt Hafen Wismar. Der neue Verein namens FC Anker Wismar wurde am 12. Juni 1997 gegründet. Nach der Saison 1996/97 schlossen sich die Fußball der TSG Wismar dem neuen Verein an.